# UTC+1
UTC+1 se kao vremenska zona prostire u:

## Kao standardno vreme (cele godine)
— енгл.  — „Zapadnoafričko vreme”:
- Alžir
- Angola
- Benin
- Centralnoafrička Republika
- Čad
- Ekvatorijalna Gvineja
- Gabon
- Kamerun
- Republika Kongo
- Demokratska Republika Kongo - zapadni deo države:
  - Bandundu
  - Bas-Kongo
  - Ekvatorijalna provincija
  - Kinšasa
- Maroko
- Niger
- Nigerija
- Tunis

## Kao standardno vreme samo zimi (severna hemisfera)
енгл.  — „Srednjoevropsko vreme”:
- Albanija
- Andora
- Austrija
- Belgija
- Bosna i Hercegovina
- Vatikan
- Danska
- Francuska
- Italija
- Lihtenštajn
- Luksemburg
- Mađarska
- Severna Makedonija
- Malta
- Monako
- Nemačka
- Norveška, uključujući i Svalbard i Jan Majen
- Poljska
- San Marino
- Slovačka
- Slovenija
- Srbija
- Holandija
- Hrvatska
- Crna Gora
- Češka Republika
- Španija (bez Kanarskih ostrva)
- Švedska
- Švajcarska

Zavisne teritorije:
- Gibraltar (UK)

## Kao letnje ukazno vreme (severna hemisfera)
- Irska
- Portugal (bez Azorskih ostrva)

Zavisne teritorije:
- Kanarska ostrva (Španija)
- Ostrvo Man (UK)
- Džersi (UK)
- Gernzi (UK)
- Farska Ostrva (Danska)